# From Elvis in Memphis
From Elvis in Memphis – 35 album studyjny Elvisa Presleya.

## Lista utworów
źródło:

### Strona pierwsza
| Utwór | Nagrany    | Tytuł piosenki                                             | Twórcy           | Czas trwania |
| ----- | ---------- | ---------------------------------------------------------- | ---------------- | ------------ |
| 1.    | 13.01.1969 | Wearin' That Loved On Look                                 | Dallas Frazier   | 2:46         |
| 2.    | 19.02.1969 | Only the Strong Survive                                    | Jerry Butler     | 2:42         |
| 3.    | 22.01.1969 | I'll Hold You in My Heart (Till I Can Hold You in My Arms) | Eddy Arnold      | 4:34         |
| 4.    | 13.01.1969 | Long Black Limousine                                       | Bobby George     | 3:38         |
| 5.    | 20.02.1969 | It Keeps Right On A-Hurtin'                                | Johnny Tillotson | 2:36         |
| 6.    | 14.01.1969 | I’m Movin’ On                                              | Hank Snow        | 2:43         |

### Strona druga
| Utwór | Nagrany    | Tytuł piosenki                     | Twórcy         | Czas trwania |
| ----- | ---------- | ---------------------------------- | -------------- | ------------ |
| 1.    | 18.02.1969 | Power of My Love                   | Bernie Baum    | 2:36         |
| 2.    | 14.01.1969 | Gentle on My Mind                  | John Hartford  | 3:21         |
| 3.    | 18.02.1969 | After Loving You                   | Eddie Miller   | 3:05         |
| 4.    | 17.02.1969 | True Love Travels on a Gravel Road | A.L. Owens     | 2:38         |
| 5.    | 20.02.1969 | Any Day Now                        | Burt Bacharach | 2:59         |
| 6.    | 22.01.1969 | In the Ghetto                      | Mac Davis      | 2:45         |